# Mocidade de Vicente de Carvalho
O Grêmio Recreativo Cultural Escola de Samba Mocidade de Vicente de Carvalho (anteriormente Vicente de Carvalho ou simplesmente Mocidade Vicentina) é uma escola de samba da cidade do Rio de Janeiro. Foi fundada em 7 de fevereiro de 1988. Está situada na Avenida Martin Luther King Júnior, no bairro carioca de Vicente de Carvalho.  
Possui dois títulos de campeã e três vice-campeonatos conquistados em grupos de acesso. Em 2002 venceu o Grupo D; e em 2007 Grupo C. Desfilou diversas vezes no Grupo B, nunca tendo alcançado a Série A e Grupo Especial. Foi nessa escola que iniciaram o intérprete Arthur Franco e o carnavalesco Marcus Ferreira.
Após ser rebaixada em 2016 para a Série E e não ter desfilado em 2017, alterou o nome para fugir da suspensão e retornar no carnaval de 2018 na Série E.
A quadra da escola, onde também funciona sua sede, se localiza na Avenida Pastor Martin Luther King Jr., número 5309, no bairro carioca de Vicente de Carvalho. Como barracão, a escola divide com outras seis agremiações cariocas um terreno alugado pela Prefeitura da Cidade do Rio de Janeiro, localizado na Rua Peter Lund, número 30, no bairro do Caju, na Zona Portuária do Rio de Janeiro.

## História
Surge do então Bloco Carnavalesco de Vicente de Carvalho, motivado por seus principais entusiastas, vendo o quanto haviam crescido e entendendo que precisavam dar um novo passo decidiram fundar uma escola de samba na localidade. Sendo assim, naquele ano o bloco carnavalesco inscreveu-se como agremiação, passando desde então a disputar os grupos de acesso do carnaval carioca.
Em sua trajetória, a escola desfilou algumas vezes na Marquês de Sapucaí, pelo Grupo B. A primeira vez, no ano de 1997, quando homenageou o Império Serrano, a escola obteve o 11° lugar voltando a desfilar na Intendente Magalhães no ano seguinte. Após oito anos de espera, mais uma vez, no ano de 2005, retornou à Sapucaí homenageando o município de Itaguaí. Após a apuração, a escola não conseguiu se manter no grupo e voltou a desfilar pelos grupos de base. Em 2008, novamente retornou à Passarela do Samba celebrando a miscigenação do povo brasileiro, e ainda assim não obteve êxito, retornando ao Grupo de Acesso RJ II, desfilando na Avenida Intendente Magalhães no ano de 2009.
Após o Carnaval de 2008, a diretoria decidiu rever o que estava errado, e repensar sua forma de fazer carnaval, pois todos estavam cientes que a estrutura precisava ser repensada e um nova concepção de carnaval se fazia necessária. Praticamente todo o corpo de criação da escola foi substituído. Para renovar o elenco chegaram o carnavalesco Marcus Ferreira, a porta-bandeira e o mestre-sala Thaís Costa e Jackson Senhorinho, além do intérprete Arthur da Mocidade, da Comunidade de Vicente de Carvalho e professor de canto há 15 anos.
No ano em que completava seus 20 anos como escola de samba, a Mocidade de Vicente, como é carinhosamente chamada pela comunidade, viu-se com uma nova face, uma escola de samba que mesclava a tradição do samba, traduzida na sua velha guarda e em sua diretoria e modernidade, a reciclagem, a renovação, a aposta em novos profissionais, dando-lhes a chance de mostrar seu trabalho ao mundo do samba e fazendo com que muitas pessoas da escola, importantes para que esses 20 anos de história fossem possíveis, vissem uma nova esperança e retornassem à Mocidade.
O resultado não poderia ser outro, no dia 22 de fevereiro de 2009, a Mocidade de Vicente entrou na Estrada Intendente Magalhães para provar a si mesma e para sua Comunidade que o sonho era possível. O momento de se firmar como uma grande escola de samba parecia se iniciar naquele momento. Na quinta-feira, a felicidade se tornou completa com a abertura dos envelopes. A escola ganhou o direito de retornar à Marquês de Sapucaí no Carnaval 2010, dessa vez não haveria mais anos de espera para poder voltar a brilhar entre as grandes escolas de Samba do Rio de Janeiro.
A escola voltou ao Sambódromo no carnaval 2010. Repensando sua forma de fazer carnaval, com uma equipe estruturada, tendo novamente ganhado a confiança de sua comunidade, surpreendendo a todos que estiveram na Marquês de Sapucaí, terminado na 9º colocação, com o enredo falando sobre bonecas. Em 2011, a escola trouxe de volta, como cantor oficial, Arthur da Mocidade, além de Raphael Torres e Alexandre Rangel, como carnavalescos. Eles contribuíram para o enredo sobre os cabelos, que manteve a escola no sambódromo, terminando na 9º colocação. Em 2012 com um enredo sobre a cidade de Caruaru, fez um desfile considerado muito fraco, o que determinou sua volta ao Grupo C, em 2013.
Em 2017, após o rebaixamento para o grupo de avaliação, licenciou-se da LIESB, devido a não ter condições de desfilar. No ano seguinte, retornou com o nome fictício "Vicente de Carvalho", sendo a última a desfilar pela Série E, no sábado das campeãs. Ali, conseguiu a promoção de volta ao Grupo D.

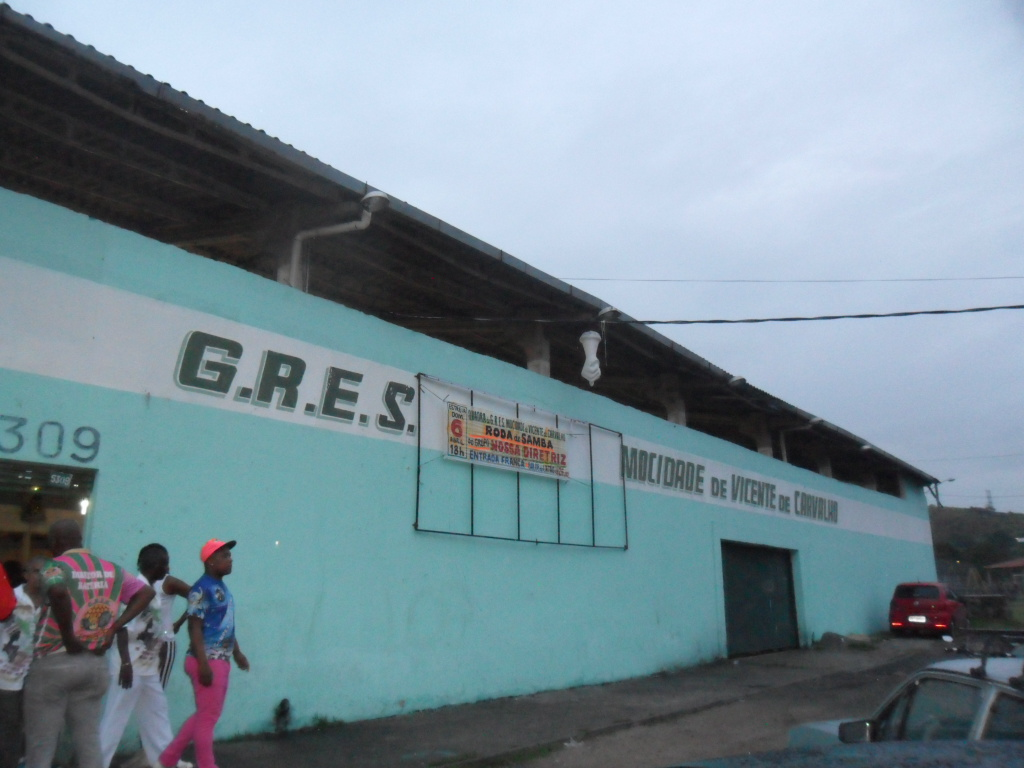
Quadra da escola em Vicente de Carvalho.

## Segmentos

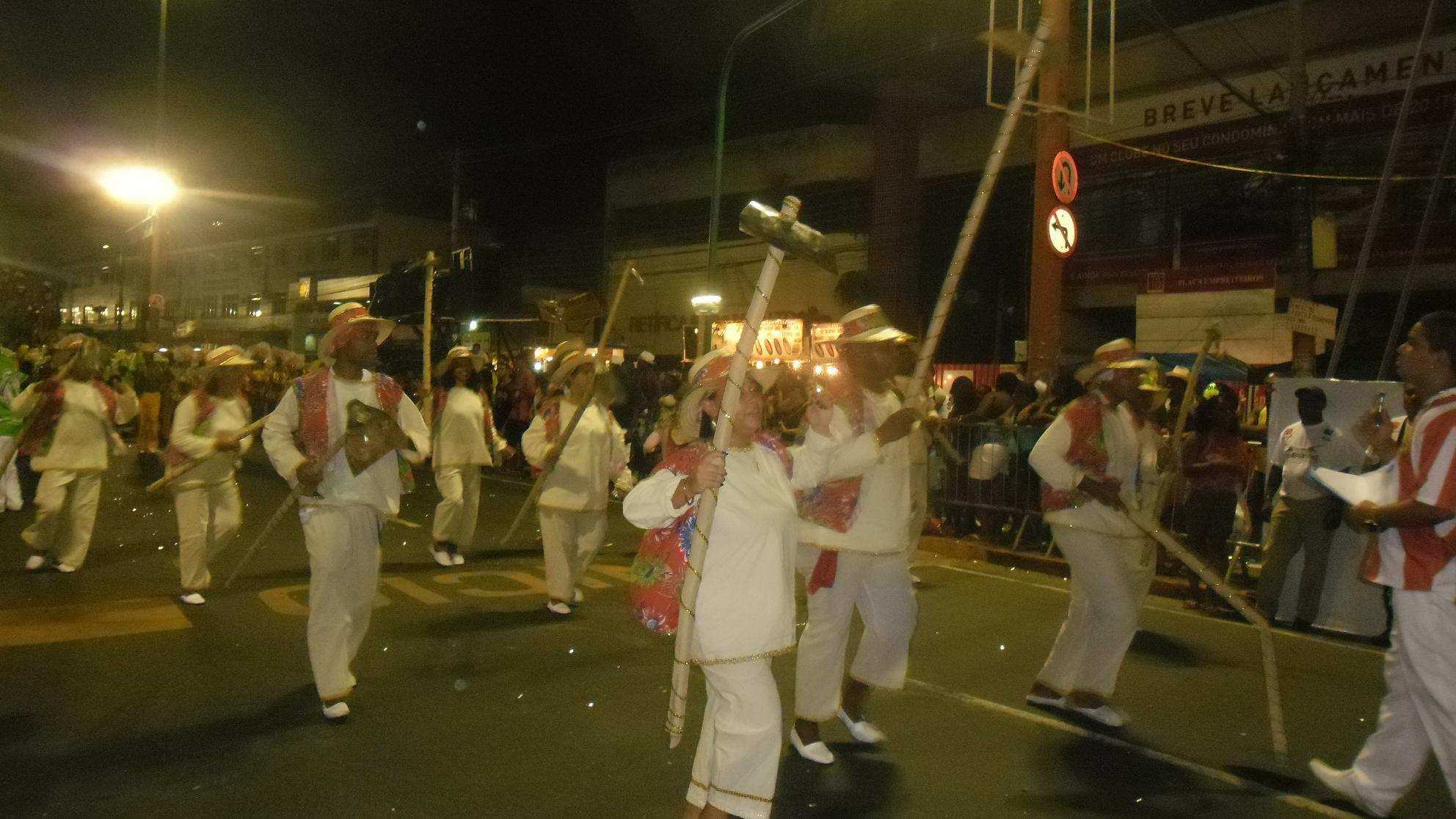
Imagem do desfile da escola no carnaval de 2013, com enredo sobre Cora Coralina.

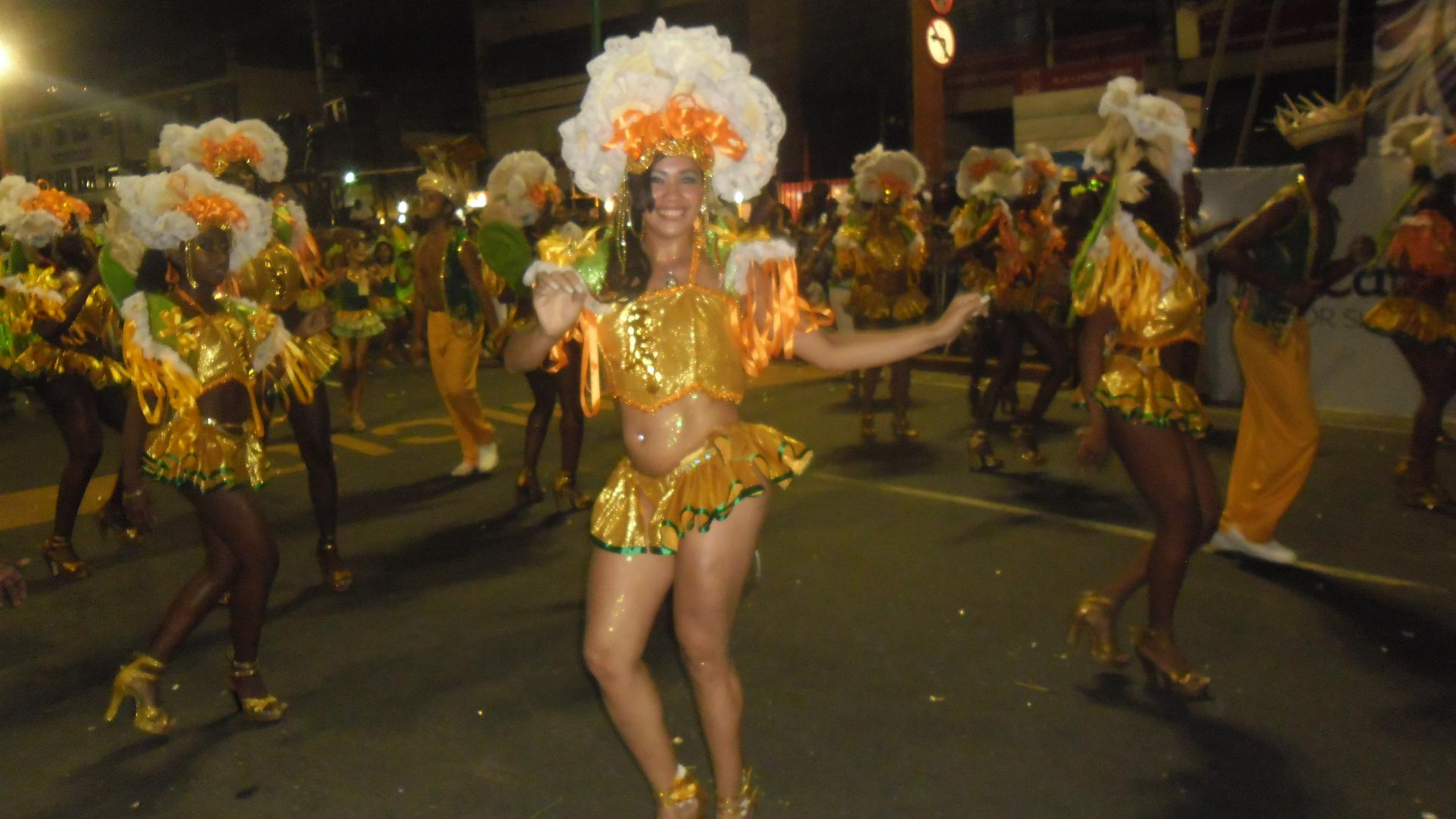
Ala de passistas no desfile de 2013.

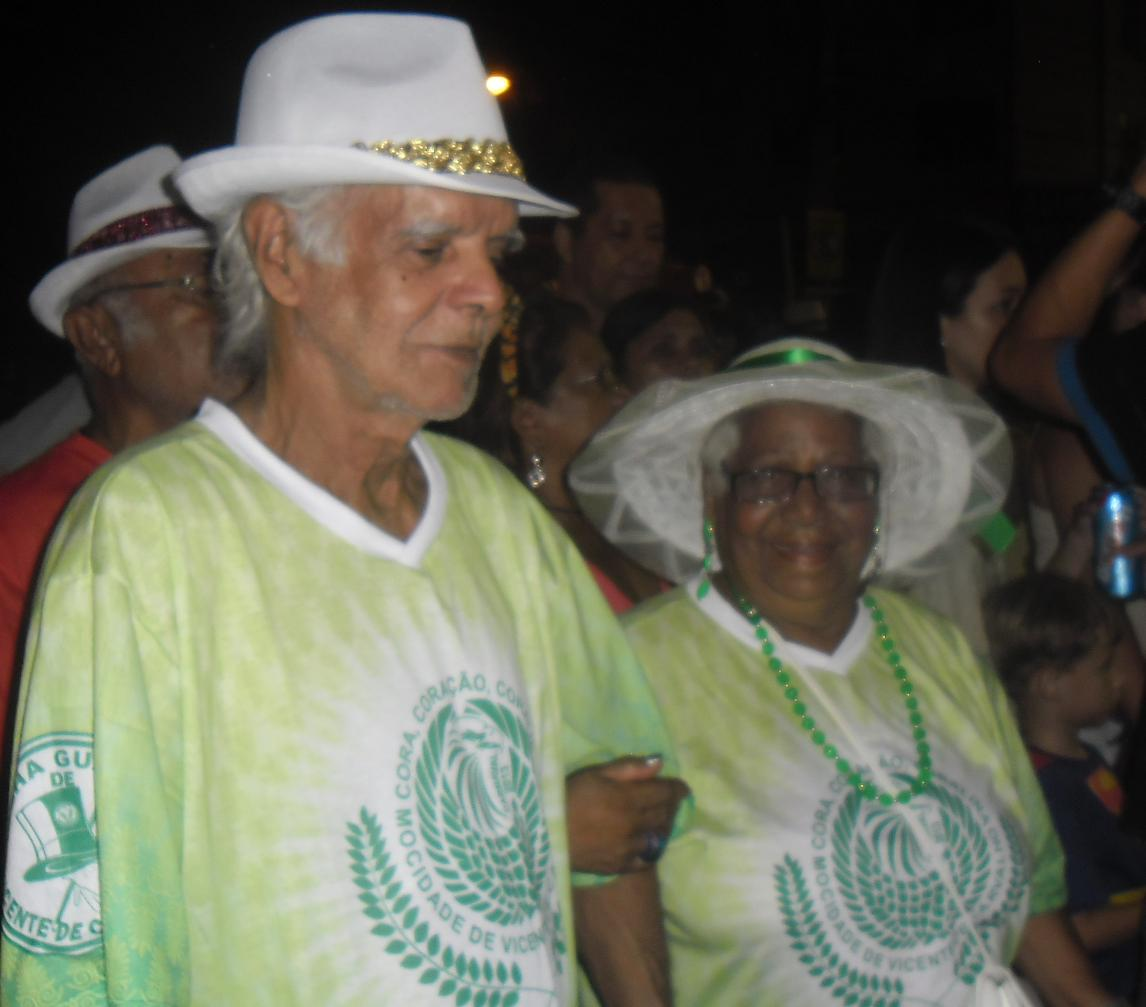
Integrantes da velha guarda da escola no desfile de 2013.

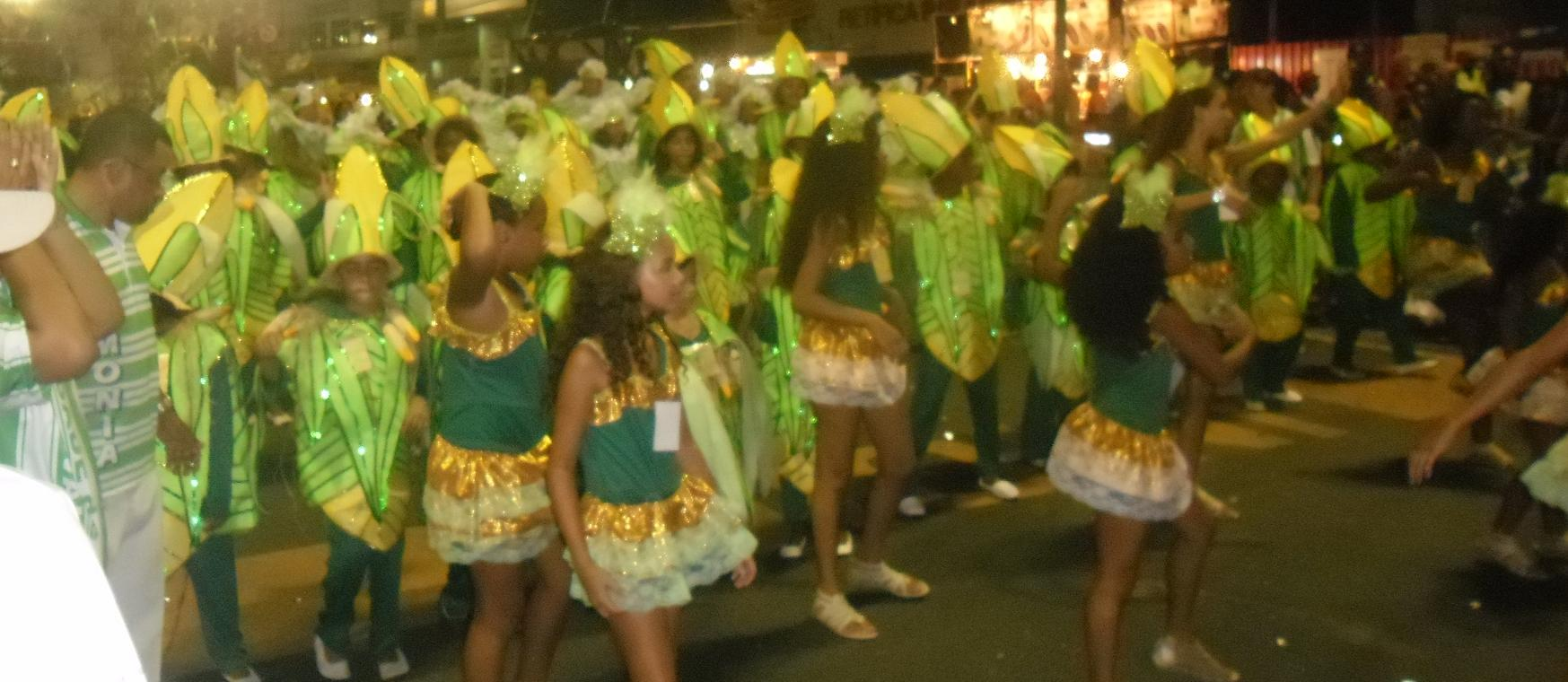
Ala mirim no desfile de 2013.

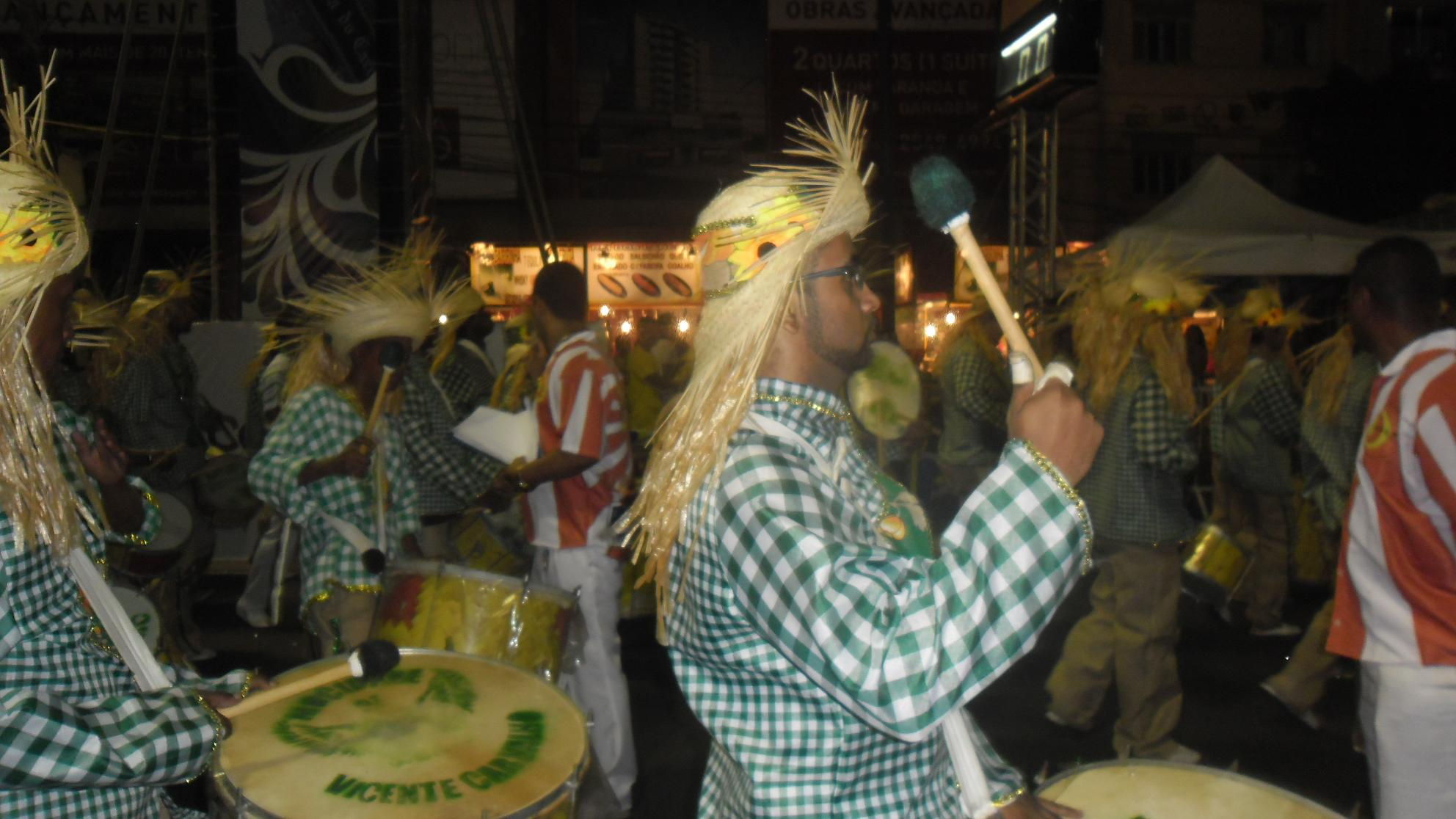
A Bateria Explosão de Ritmo no desfile de 2013.

### Presidência
| Mandato          | Presidente                                                      | Referência |
| ---------------- | --------------------------------------------------------------- | ---------- |
| 1989             | Antônio José Pereira Ramos                                      | [ 6 ]      |
| 1990 - 1993      | João Elis de Jesus                                              | [ 6 ]      |
| 1994 - 2003      | Haroldo Duarte Moreira                                          | [ 6 ]      |
| 2004 - 2012      | Altamiro Duarte Moreira ("Bia")                                 | [ 6 ]      |
| 2013 - 2015      | Rosimar Felipe ("Bero")                                         | [ 7 ]      |
| 2016 -2017       | Ricardo "Robocop"                                               |            |
| 2018 -atualmente | Vitor Klein                                                     | [ 8 ]      |
| 2021             | André Batista de Andrade, Jaqueline dos Santos e Juliano Borges |            |

### Intérpretes
| Período     | Intérpretes oficiais                          | Referência                  |
| ----------- | --------------------------------------------- | --------------------------- |
| 1989 - 1992 | Tito da Silva e Alcenir do Bambu              | [ 9 ] [ 10 ]                |
| 1993        | Mister Hall, Alcenir do Bambu e Tito da Silva | [ 11 ]                      |
| 1994 - 1996 | Alcenir do Bambu                              | [ 12 ] [ 13 ]               |
| 1997        | Antônio Melodia                               | [ 14 ]                      |
| 2001 - 2003 | Rhal, Felipe e Didi do Feitiço                | [ 15 ] [ 16 ] [ 17 ] [ 18 ] |
| 2004 - 2006 | Renato                                        | [ 19 ] [ 20 ] [ 21 ]        |
| 2007 - 2008 | Gordinho                                      | [ 22 ] [ 23 ]               |
| 2009        | Arthur Franco                                 | [ 24 ] [ 25 ]               |
| 2010        | Hugo Júnior                                   | [ 26 ] [ 27 ]               |
| 2011 - 2013 | Arthur Franco                                 | [ 28 ] [ 29 ] [ 30 ]        |
| 2014 - 2017 | Gilmar PQD                                    | [ 31 ]                      |
| 2021        | Marcelo Pirata e Kissandro Lourinho           |                             |

### Comissão de Frente
| Período     | Coreógrafo(a)                   | Referência                  |
| ----------- | ------------------------------- | --------------------------- |
| 2005 - 2008 | Marcos Antônio                  | [ 32 ] [ 33 ] [ 23 ] [ 34 ] |
| 2009        | Marquinhos                      | [ 25 ]                      |
| 2010 - 2011 | Handerson Big                   | [ 27 ] [ 28 ]               |
| 2012        | Anderson Araújo                 | [ 29 ] [ 35 ]               |
| 2013        | Bruno Nascimento do Santos      | [ 30 ]                      |
| 2014 - 2019 | Douglas Schinaider              | [ 36 ]                      |
| 2020        | Vinny Ramos                     |                             |
| 2021        | Jeferson Costa e Carlinhos Mota |                             |

### Mestre-sala e Porta-bandeira
| Período     | Casal                             | Referência           |
| ----------- | --------------------------------- | -------------------- |
| 1993        | Carlinhos e Soninha               | [ 11 ]               |
| 2005 - 2006 | Márcio Levi e Luana Pereira       | [ 20 ] [ 21 ]        |
| 2007 - 2008 | Douglas Valle e Celma Regina      | [ 37 ] [ 22 ]        |
| 2009 - 2011 | Jackson Senhorinho e Thaís Costa  | [ 24 ] [ 26 ] [ 28 ] |
| 2012        | Leonardo e Érica Renata           | [ 29 ] [ 35 ]        |
| 2014        | Anderson Morango e Evelyn Estrela | [ 31 ]               |
| 2018        | Vitor Igor e Carolina Accioli     |                      |
| 2019        | André Kauã e Bia Strella          |                      |
| 2021        | Luis Augusto e Bia Strella        | [ 38 ]               |

### Bateria
A bateria da escola é denominada "Explosão de Ritmo".
| Período     | Diretores de bateria     | Referência    |
| ----------- | ------------------------ | ------------- |
| 2001 - 2002 | Hélio e Guto             | [ 16 ] [ 17 ] |
| 2004 - 2011 | Guto                     | [ 19 ] [ 28 ] |
| 2012        | Guto e Fernando          | [ 29 ] [ 35 ] |
| 2013 - 2014 | Guto                     | [ 30 ] [ 36 ] |
| 2015        | Guto, Haminho e Papagaio | [ 31 ]        |
| 2016-2020   | Papagaio                 | [ 8 ] [ 38 ]  |
| 2021        | Maurício Santos          |               |

| Rainha de bateria | Período     | Referência |
| ----------------- | ----------- | ---------- |
| Mônica Maia Beija | 2010 - 2012 | [ 40 ]     |
| Sanne Belussi     | 2013        | [ 41 ]     |
| Syssa Lopes       | 2014 - 2015 | [ 42 ]     |
| Sanne Belussi     | 2017-2018   | [ 39 ]     |
| Geane Sousa       | 2019-2020   | [ 43 ]     |
| Bia Santos        | 2021        |            |
| Ana Farias        | 2021-2022   |            |

| Período     | Diretores de carnaval                 | Referência    |
| ----------- | ------------------------------------- | ------------- |
| 2005 - 2010 | Marcelo Barbosa Vieira ("Marcelinho") | [ 20 ] [ 26 ] |
| 2011 - 2012 | Marcos Marques ("Marquinhos")         | [ 28 ] [ 29 ] |
| 2013        | Marcelinho                            | [ 30 ]        |
| 2014 - 2019 | Renata Luiza ("Reluz")                | [ 36 ]        |
| 2020        | Anderson F. Oliveira “Ninho”          | [ 38 ]        |
| 2021        | Marcos Marques (Marquinho)            |               |

| Período     | Diretores de harmonia             | Referência    |
| ----------- | --------------------------------- | ------------- |
| 2001 - 2007 | Jorge Bossa Nova                  | [ 16 ] [ 37 ] |
| 2008        | Sérgio                            | [ 22 ]        |
| 2009        | Lélio Gomes                       | [ 24 ]        |
| 2010        | Helinho                           | [ 26 ] [ 27 ] |
| 2011 - 2012 | João Hélis                        | [ 28 ] [ 29 ] |
| 2013        | Lélio Gomes                       | [ 30 ]        |
| 2014        | Renata Luiza ("Reluz")            | [ 36 ]        |
| 2015 - 2019 | Márvio Araujo e Sérgio Ricardo    | [ 31 ]        |
| 2020        | Bené Machado, Miranda e Rosângela | [ 38 ]        |
| 2021        | Elaildo dos Santos (Feijão)       |               |

## Carnavais
| Carnavais da Mocidade de Vicente de Carvalho                                                                          | Carnavais da Mocidade de Vicente de Carvalho                                                                          | Carnavais da Mocidade de Vicente de Carvalho                                                                          | Carnavais da Mocidade de Vicente de Carvalho | Carnavais da Mocidade de Vicente de Carvalho                                                                          | Carnavais da Mocidade de Vicente de Carvalho | Carnavais da Mocidade de Vicente de Carvalho |
| Ano | Colocação | Grupo (Divisão) | Enredo | Carnavalesco | Ref.                                         |                                              |
| --- | --- | --- | --- | --- | -------------------------------------------- | -------------------------------------------- |
| 1989 | 7.º Lugar | Avaliação (Quinta divisão)                                                                                            | "Feitiço ou bruxaria" Tito da Silva, Gustavo Lima e Gil de Carvalho | Altamiro Duarte Moreira ("Bia")                                                                                       | [ 9 ] [ 44 ]                                 |                                              |
| 1990 | 5.º Lugar | Avaliação (Quinta divisão)                                                                                            | "Obrigado madrinha, valeu padrinho" Tito da Silva, Wilson Solidão e Paulo Veneno | Jorge Branco | [ 45 ] [ 46 ]                                |                                              |
| 1991 | 3.º Lugar | Avaliação (Quinta divisão)                                                                                            | "Amazonas, a maravilha do mundo" Tito da Silva, Hélio Carioca, Mr. Hall e Lelei | Osvaldo Arakén | [ 47 ] [ 48 ]                                |                                              |
| 1992 | 4.º Lugar | Avaliação (Quinta divisão)                                                                                            | "Capoeira, berimbau, afoxé no carnaval" Tito da Silva, Lelei, Mr. Hall e Wilson Solidão | Altamiro Duarte Moreira ("Bia")                                                                                       | [ 10 ] [ 49 ]                                |                                              |
| 1993 | 6.º Lugar | Grupo C (Quarta divisão)                                                                                              | "Brasil canta e dança" Tito da silva wilson solidao, zé grande, paulo veneno | Altamiro Duarte Moreira ("Bia")                                                                                       | [ 11 ] [ 50 ]                                |                                              |
| 1994 | 5.º Lugar | Grupo C (Quarta divisão)                                                                                              | "Bobeou, Brasil, dançou" Tito da Silva Xandi Denilson e Dico | Osvaldo Arakén e Lourenço Filho                                                                                       | [ 12 ] [ 51 ]                                |                                              |
| 1995 | Vice Campeã | Grupo 1 (Quarta divisão)                                                                                              | "O poder das mãos" Autores: Ala de compositores | Osvaldo Arakén e Lourenço Filho                                                                                       | [ 52 ] [ 53 ]                                |                                              |
| 1996 | Vice Campeã | Grupo C (Quarta divisão)                                                                                              | "As duas faces do carnaval" | Osvaldo Arakén e Lourenço Filho                                                                                       | [ 13 ] [ 54 ]                                |                                              |
| 1997 | 11.º Lugar | Grupo B (Terceira divisão)                                                                                            | "Da caminhada de glórias ao jubileu de ouro" | Eduardo Silva | [ 14 ] [ 55 ]                                |                                              |
| 1998 | 11.º Lugar | Grupo C (Quarta divisão)                                                                                              | "Tambores de Guerra, Malês e Mandelas" | Eduardo Gonçalves | [ 56 ] [ 57 ]                                |                                              |
| 1999 | 12.º Lugar | Grupo D (Quinta divisão)                                                                                              | "Brincar de ser criança" | Altamiro Duarte Moreira ("Bia")                                                                                       | [ 58 ] [ 59 ]                                |                                              |
| 2000 | 3.º Lugar | Grupo E (Sexta divisão)                                                                                               | "Brasil, 500 anos de cultura folclórica" | Altamiro Duarte Moreira ("Bia")                                                                                       | [ 60 ] [ 61 ]                                |                                              |
| 2001 | 8.º Lugar | Grupo D (Quinta divisão)                                                                                              | "No carnaval, o Rio de Janeiro dá o tom da folia" Haroldo Campeão e Gil de Carvalho | Altamiro Duarte Moreira ("Bia")                                                                                       | [ 16 ] [ 62 ]                                |                                              |
| 2002 | Campeã | Grupo D (Quinta divisão)                                                                                              | "Índio, o nativo brasileiro" Leão, Didi do Feitiço e Gilberto | Altamiro Duarte Moreira ("Bia")                                                                                       | [ 17 ] [ 63 ]                                |                                              |
| 2003 | 6.º Lugar | Grupo C (Quarta divisão)                                                                                              | "Santos Dumont, o pai da aviação" Basílio, Clésio e Pachola | Altamiro Duarte Moreira ("Bia")                                                                                       | [ 18 ] [ 64 ]                                |                                              |
| 2004 | Vice Campeã | Grupo C (Quarta divisão)                                                                                              | "Brasil, flor amorosa de três raças" Renato, Sandro e Jorjão | Altamiro Duarte Moreira ("Bia")                                                                                       | [ 19 ] [ 65 ]                                |                                              |
| 2005 | 12.º Lugar | Grupo B (Terceira divisão)                                                                                            | "Da lenda à história de Itaguaí" Renato, Sandro, Uanderson e Mica | Altamiro Duarte Moreira ("Bia")                                                                                       | [ 20 ] [ 66 ]                                |                                              |
| 2006 | 11.º Lugar | Grupo C (Quarta divisão)                                                                                              | "África, alma gêmea brasileira" Edson Conceição, Lelei, Hélio e Custódio | Tadeu Salgado | [ 21 ] [ 67 ]                                |                                              |
| 2007 | Campeã | Grupo C (Quarta divisão)                                                                                              | "Sorria, o circo chegou!" Patchola, Basílio, João do Violão e Kélcio | Antônio Carlos Cerezzo                                                                                                | [ 37 ] [ 68 ]                                |                                              |
| 2008 | 12.º Lugar | Grupo B (Terceira divisão)                                                                                            | "Brasil, país mulato" Bero, Meia-Noite, Carlos Dias, André Boêmio e Tico do Gato | Antônio Carlos Cerezzo                                                                                                | [ 22 ] [ 69 ]                                |                                              |
| 2009 | 3.º Lugar | Grupo RJ2 (Quarta divisão)                                                                                            | "Pelas ruas da cidade, abram alas para a Mocidade" Luiz Carlos D'Avenida, Arthur Tucanada, Dom Mosquito e Joca                                                                                               | Marcus Ferreira | [ 24 ] [ 70 ]                                |                                              |
| 2010 | 9.º Lugar | Grupo RJ1 (Terceira divisão)                                                                                          | "Bonecas. Impossível não se apaixonar por elas..." Bero, Joca, Victor Rangel, Ademir de São Miguel e Renê F. Andrade                                                                                         | Marcus Ferreira | [ 26 ] [ 71 ]                                |                                              |
| 2011 | 9.º Lugar | Grupo B (Terceira divisão)                                                                                            | "Uma viagem ao universo dos cabelos" Bero, Ricardo da Net, Oswaldo, Leandro, Anderson e Rubinho do Cavaco | Raphael Torres e Alexandre Rangel                                                                                     | [ 28 ] [ 72 ]                                |                                              |
| 2012 | 9.º Lugar | Grupo B (Terceira divisão)                                                                                            | "Caruaru, a princesinha do Nordeste!" Dom Mosquito, Lelei, Joca e Luiz Carlos D'Avenida | Marquinhos, José Carlos e João Hélis                                                                                  | [ 29 ] [ 73 ]                                |                                              |
| 2013 | 13.º Lugar | Grupo B (Terceira divisão)                                                                                            | "Cora, coração, Coralina" Almir Araújo, Arthur Franco, Marcelo Pirata, Walter 24hs, Carlinhos e Chumbinho | Jorge Knawer | [ 30 ] [ 74 ]                                |                                              |
| 2014 | 5.º Lugar | Grupo C (Quarta divisão)                                                                                              | "O orgulho negro de Luiza Mahin e seus tambores de crioula" Leandro, Ninho, Rubinho do Cavaco, Meia Noite e Alexandre                                                                                        | Cláudio Fontes | [ 36 ] [ 7 ]                                 |                                              |
| 2015 | 12.º Lugar | Grupo C (Quarta divisão)                                                                                              | "Karajás, o povo das águas claras!" Edson, Tom Simpatia, Gilberto G, Zé Carlos do Bar, Custódio e Marcelo Pirata                                                                                             | Cláudio Fontes | [ 31 ]                                       |                                              |
| 2016 | 14.º Lugar | Série D (Quinta divisão)                                                                                              | "A negritude que implorou liberdade hoje dita moda" Custódio e Dom Mosquito | Renata Reluz | [ 75 ] [ 76 ]                                |                                              |
| 2017 | Não Desfilou | Não Desfilou | Não Desfilou | Não Desfilou | [ 77 ]                                       |                                              |
| 2018 | Vice-campeã | Série E (Sexta divisão)                                                                                               | "O ciclo da vida" | Humberto Pinto | [ 78 ]                                       |                                              |
| 2019 | 8.º Lugar | "Série D" (Quinta divisão)                                                                                            | A Vicente de Carvalho traz a cura e a fé de uma nação Compositores: Odmar do Banjo, Tim do Táxi, Kabeça do Táxi, Jorginho Moreira, Juninho Madureira e Barata Benevenuto                                     | Humberto Pinto | [ 79 ]                                       |                                              |
| 2020 | 10.º Lugar | Acesso da Intendente (Quarta divisão)                                                                                 | Eu quero é botar meus Blocos na Rua - E Ginga pra dar e Vender Compositores:Odmar do Banjo, Marcio Pança, Jorginho Moreira, Tim do Táxi, Kabeça do Táxi, Humberto Oliveira, Binho Araújo e Carlinhos Devagar | Eduardo Pinho | [ 80 ] [ 38 ]                                |                                              |
| Inicialmente adiados para o mês de julho, os desfiles do Carnaval 2021 foram cancelados devido a pandemia de Covid-19 | Inicialmente adiados para o mês de julho, os desfiles do Carnaval 2021 foram cancelados devido a pandemia de Covid-19 | Inicialmente adiados para o mês de julho, os desfiles do Carnaval 2021 foram cancelados devido a pandemia de Covid-19 | Inicialmente adiados para o mês de julho, os desfiles do Carnaval 2021 foram cancelados devido a pandemia de Covid-19                                                                                        | Inicialmente adiados para o mês de julho, os desfiles do Carnaval 2021 foram cancelados devido a pandemia de Covid-19 | [ 81 ]                                       |                                              |
| 2022 | 8.º Lugar | Série Bronze (quarta divisão)                                                                                         | Lunda Semba - A voz do morro agoniza mas não morre Compositores: Marcelinho, Meia-Noite, Alexandre Guerra, Gonzaguinha, Wagner Zanco, Martinello, Soneca.                                                    | Vinícius Osayin | [ 82 ]                                       |                                              |
| 2023 | 5.º Lugar | Série Bronze (Segunda-feira) (quarta divisão)                                                                         | Brasil - Meu País Tropical Compositores: Marcelinho, Meia Noite, Martinel, Alexandre Guerra e Valdeir Teófilo                                                                                                | Humberto Pinto | [ 83 ]                                       |                                              |
| 2024 | 4.º Lugar | Série Bronze (Sábado) (quarta divisão)                                                                                | Morena, Menina, Danada, Minha Mulata Apaixonada | Thales Porto | [ 84 ]                                       |                                              |
| 2025 | 5.º Lugar | Série Bronze (Sábado) (quarta divisão)                                                                                | Olé Muié rendeira. Olé Muié rendá. Tu me ensina a fazê renda que eu te ensino a sambá | Tiago Brian e Thales Porto                                                                                            |                                              |                                              |

## Títulos
A escola possui dois títulos de campeã conquistados em grupos de acesso. Em 2002 conquistou o seu primeiro campeonato, vencendo o Grupo D. Em 2007, venceu o Grupo C. Sua melhor colocação no carnaval carioca foi um 9.º lugar no Grupo B, nunca tendo desfilado nos grupos A e Especial - as primeiras divisões do carnaval do Rio de Janeiro.
| Títulos do GRES Mocidade de Vicente de Carvalho | Títulos do GRES Mocidade de Vicente de Carvalho | Títulos do GRES Mocidade de Vicente de Carvalho | Títulos do GRES Mocidade de Vicente de Carvalho |
| ----------------------------------------------- | ----------------------------------------------- | ----------------------------------------------- | ----------------------------------------------- |
| Divisão                                         | Divisão                                         | Títulos                                         | Carnavais                                       |
|                                                 | Grupo C                                         | 1                                               | 2007                                            |
|                                                 | Grupo D                                         | 1                                               | 2002                                            |

## Premiações
Prêmios recebidos pelo GRES Mocidade de Vicente de Carvalho.
| Ano  | Prêmio              | Categoria / premiados                                                    | Divisão    | Ref.   |
| ---- | ------------------- | ------------------------------------------------------------------------ | ---------- | ------ |
| 2004 | Troféu Jorge Lafond | Enredo ("Brasil, flor amorosa de três raças")                            | Grupo C    | [ 85 ] |
| 2004 | Troféu Jorge Lafond | Bateria (Diretor: Mestre Guto)                                           | Grupo C    | [ 85 ] |
| 2004 | Troféu Jorge Lafond | Alegoria                                                                 | Grupo C    | [ 85 ] |
| 2004 | Troféu Jorge Lafond | Conjunto alegórico                                                       | Grupo C    | [ 85 ] |
| 2006 | Troféu Jorge Lafond | Velha guarda                                                             | Grupo C    | [ 86 ] |
| 2007 | Troféu Jorge Lafond | Melhor escola                                                            | Grupo C    | [ 87 ] |
| 2007 | Troféu Jorge Lafond | Carnavalesco (Antônio Carlos Cerezzo)                                    | Grupo C    | [ 87 ] |
| 2007 | Troféu Jorge Lafond | Bateria (Diretor: Mestre Guto)                                           | Grupo C    | [ 87 ] |
| 2008 | Troféu Jorge Lafond | Ala mirim                                                                | Grupo B    | [ 88 ] |
| 2009 | Troféu Jorge Lafond | Casal de Mestre-sala e Porta-bandeira (Jackson Senhorinho e Thaís Costa) | Grupo RJ-2 | [ 89 ] |
| 2010 | S@mba-Net           | Enredo ("Bonecas. Impossível não se apaixonar por elas...")              | Grupo RJ-1 | [ 90 ] |
| 2010 | Troféu Jorge Lafond | Revelação (Intérprete Hugo Júnior)                                       | Grupo RJ-1 | [ 91 ] |
| 2011 | S@mba-Net           | Enredo ("Uma viagem ao universo dos cabelos")                            | Grupo B    | [ 92 ] |
| 2011 | S@mba-Net           | Comissão de frente (Coreógrafo: Handerson Big)                           | Grupo B    | [ 92 ] |
| 2011 | Troféu Jorge Lafond | Comissão de frente (Coreógrafo: Handerson Big)                           | Grupo B    | [ 93 ] |